# Coppa Ciano 1936
Coppa Ciano 1936 je bila štirinajsta neprvenstvena dirka za Veliko nagrado v sezoni 1936. Odvijala se je 2. avgusta 1936 na dirkališču Montenero pri Livornu.

## Poročilo

### Pred dirko
Dirka je prvič potekala na novem dirkališču Montenero pri Livornu. Mercedes-Benz se klub prijavi dveh dirkačev dirke ni udeležil, Auto Union pa je na dirko poslal tri dirkalnika s svojo običajno dirkaško zasedbo, ko so bili glavni favoriti za zmago, gledalci pa so upali na uspeh edinega tovarniškega italijanskega moštva, Scuderia Ferrari, s Taziem Nuvolarijem na čelu. 

### Dirka
Na žalost italijanskih gledalcev so že takoj po štartu vodstvo prevzeli trije dirkači Auto Uniona, glavni Ferrarijev dirkač Nuvolari pa je zaradi okvare zadnjega vpetja svojega dirkalnika Alfa Romeo 12C-36 odstopil že nekaj sekund po štartu. Nuvolari je tekel do boksov in zahteval drug dirkalnik, drugače bo zapustil moštvo. Po treh krogih je moral Carlo Pintacuda v bokse, kjer je predal svoj dirkalnik Alfa Romeo 8C-35. Bernd Rosemeyer je dirkal zadržano in je že po šestih krogih odstopil. Njegova žena, Elly Beinhorn-Rosemeyer, je istega dve letela prek treh celin v svojem letalu Messerschmitt, Rosemeyer je priznal, da zaradi nervoze ni mogel dirkati. 
Italijanski gledalci ob progi so bili vse bolj navdušeni, saj je Nuvolari prehiteval dirkalnik za dirkalnikom in se prebil na drugo mesto. V dvaindvajsetem krogu je do tedaj vodilni Achille Varzi odstopil zaradi okvare zavor, s čimer je Nuvolari prevzel vodstvo. Leteči Mantovan je vodstvo zadržal do konca ter po eni svojih najboljših dirk dosegel slavno zmago, Antonio Brivio in René Dreyfus pa sta Ferrariju prinesla trojno zmago. Četrti je bil Hans Stuck v Rosemeyerjevem dirkalniku že z več kot tremi minutami zaostanka, peti in zadnji uvrščeni pa Goisue Calamai s tremi krogi zaostanka.

### Po dirki
Po dirki je Rosemeyer poslal svoji ženi slavni telegram: »Odstopil po šestih krogih. Pridi kmalu domov. Nikoli več me ne smeš zapustiti.«

## Rezultati

### Štartna vrsta
| _______1_______ Varzi Auto Union 3:22  |                                         | _______3_______ Nuvolari Alfa Romeo 3:26  |                                        | _______2_______ Rosemeyer Auto Union 2:25 |
|                                        | _______5_______ Brivio Alfa Romeo 3:30  |                                           | _______4_______ Stuck Auto Union 3:28  |                                           |
| _______8_______ Biondetti Bugatti 3:42 |                                         | _______7_______ Pintacuda Alfa Romeo 3:40 |                                        | _______6_______ Dreyfus Alfa Romeo 3:32   |
|                                        | _______10______ Calamai Alfa Romeo 3:58 |                                           | _______9_______ Ghersi Alfa Romeo 3:51 |                                           |

### Dirka
| Poz | Št | Dirkač                         | Moštvo             | Dirkalnik          | Krogi | Čas/Odstop    | Št. m. |
| --- | -- | ------------------------------ | ------------------ | ------------------ | ----- | ------------- | ------ |
| 1   | 64 | Carlo Pintacuda Tazio Nuvolari | Scuderia Ferrari   | Alfa Romeo 8C-35   | 30    | 1:44:40,0     | 7      |
| 2   | 50 | Antonio Brivio                 | Scuderia Ferrari   | Alfa Romeo 12C-36  | 30    | + 17,8 s      | 5      |
| 3   | 60 | René Dreyfus                   | Scuderia Ferrari   | Alfa Romeo 8C-35   | 30    | + 1:30,4      | 6      |
| 4   | 54 | Bernd Rosemeyer Hans Stuck     | Auto Union         | Auto Union C       | 40    | + 3:04,2      | 2      |
| 5   | 52 | Goisue Calamai                 | Privatnik          | Alfa Romeo 6C-1750 | 37    | +3 krogi      | 10     |
| Ods | 48 | Achille Varzi                  | Auto Union         | Auto Union C       | 22    | Zavore        | 1      |
| Ods | 46 | Clemente Biondetti             | Scuderia Maremmana | Alfa Romeo P3      | 14    | Motor         | 8      |
| Ods | 44 | Pietro Ghersi                  | Scuderia Torino    | Maserati 6C-34     | 12    | Motor         | 9      |
| Ods | 66 | Hans Stuck                     | Auto Union         | Auto Union C       | 4     |               | 4      |
| Ods | 56 | Tazio Nuvolari                 | Scuderia Ferrari   | Alfa Romeo 12C-36  | 0     | Zadnje vpetje | 3      |
| DNA | 43 | László Hartmann                | Privatnik          | Maserati           |       |               |        |
| DNA | 58 | Manfred von Brauchitsch        | Daimler-Benz AG    | Mercedes-Benz W25K |       |               |        |
| DNA | 62 | Luigi Fagioli                  | Daimler-Benz AG    | Mercedes-Benz W25K |       |               |        |